# Joachim Braun (Tiermediziner)
Joachim Braun (* 18. Juni 1951) ist ein deutscher Tiermediziner und Hochschullehrer.

## Leben
Joachim Braun absolvierte an der Ludwig-Maximilians-Universität in München ein Studium der Tiermedizin, das er 1978 mit Promotion abschloss. Im Jahr 1990 folgte die Habilitation mit dem Thema  Reproduction in Domestic Animals.
1991 erhielt Braun einen Lehrauftrag als Visiting Lecturer am Royal Veterinary College in London, 1993 eine Stelle als Visiting Associate Professor an der Obihiro University of Agriculture in Japan. 1998 folgte er einem Ruf Ludwig-Maximilians-Universität München und übernahm einen Lehrauftrag für Biotechniken in der Reproduktionsmedizin. Von 2005 bis 2007 war Braun  Prodekan und seit 2007 ist er Dekan der veterinärmedizinischen Fakultät Ludwig-Maximilians-Universität München.